# 今野徹
今野 徹（こんの とおる、1960年9月2日 - 2017年12月5日）は、日本のテレビ番組の演出家、プロデューサーである。北海道函館市出身。上智大学卒業後、株式会社イースト（後のイースト・エンタテインメント）に入社。落語関係の番組を多数担当。都民寄席実行委員などを務め、浅草演芸ホール8月下席「禁演落語の会」の解説で高座にも上がっている。落語家との親交も深く、結婚式の司会のひとりは、当時二ツ目だった柳家三太楼（現・三遊亭遊雀）だった。
落語研究会は白井良幹から引き継いで1998年から20年近くプロデューサーを務めた。出演者と演目決め、本番の進行からテレビ番組の編集までほとんど一人でやっていた。
2012年には、地元の町田市で鶴川落語会を立ち上げる。
2015年12月から大腸がんで闘病を続け、2017年11月に再入院。病室からスタッフに指示を出し続けていたが外部にはがんであることを隠していたため、関係者の驚きは大きかった。2018年3月の落語研究会50周年・6月の600回記念を前に死去。
通夜・告別式には多くの落語家が参列。告別式当日に参列できなかった柳家小三治が、後日弟子の柳家三三・柳家三之助と共に自宅に足を運び、線香を上げている。　
今野没後、落語研究会の顔付け（出演者の決定）は、「８時だョ！全員集合」、「輝く！日本レコード大賞」などTBSテレビの公開収録番組を数多く運営、落語研究会の開催を長年下支えしてきた広中信行が携わっている。

## 演出・プロデュースした主な作品
- 落語特選会
- 落語研究会
- 落語のピン
- 落語小僧
- 松尾貴史の落語BAR
- 春風亭一之輔 春の毒炎会2017
- 春風亭一之輔 夏の毒炎会2017
- 落語ディーパー! 〜東出・一之輔の噺のはなし〜
- ダウトをさがせ ※第1シーズンのみ
- 隠れ家ごはん!〜メニューのない料理店〜
- 美川屋本舗
- Q〜わたしの思考探究
- DVD「落語研究会 柳家喬太郎名演集」構成・演出（2018年12月、ソニー･ミュージックダイレクト）[8][9]